# Cantone di Sournia
Il Cantone di Sournia era una divisione amministrativa dell'arrondissement di Prades.
È stato soppresso a seguito della riforma complessiva dei cantoni del 2014, che è entrata in vigore con le elezioni dipartimentali del 2015.
Comprendeva i comuni di:
- Arboussols
- Campoussy
- Felluns
- Pézilla-de-Conflent
- Prats-de-Sournia
- Rabouillet
- Sournia
- Tarerach
- Trévillach
- Trilla
- Le Vivier